# Кларк (округ, Іллінойс)
Шаблон:StateAbbr_ 39°20′ пн. ш. 87°47′ зх. д. / 39.33° пн. ш. 87.79° зх. д.
Округ  Кларк (англ. Clark County) — округ (графство) у штаті  Іллінойс, США. Ідентифікатор округу 17023.

## Історія
Округ утворений 1819 року.

## Демографія
За даними перепису 
2000 року 
загальне населення округу становило 17008 осіб, зокрема міського населення було 7099, а сільського — 9909.
Серед мешканців округу чоловіків було 8271, а жінок — 8737. В окрузі було 6971 домогосподарство, 4808 родин, які мешкали в 7816 будинках.
Середній розмір родини становив 2,94.
Віковий розподіл населення поданий у таблиці:
| Стать    | До 15 років | 15-21 | 22-29 | 30-39 | 40-49 | 50-65 | 65-85 | Понад 85 |
| -------- | ----------- | ----- | ----- | ----- | ----- | ----- | ----- | -------- |
| Чоловіки | 1787        | 823   | 678   | 1178  | 1262  | 1327  | 1087  | 129      |
| Жінки    | 1679        | 730   | 699   | 1152  | 1226  | 1406  | 1506  | 339      |

## Суміжні округи
- Едґар — північ
- Віго, Індіана — північний схід
- Салліван, Індіана — південний схід
- Кроуфорд — південь
- Джеспер — південний захід
- Камберленд — захід
- Коулс — північний захід

## Виноски
1. ↑  U.S. Decennial Census. United States Census Bureau. Архів оригіналу за 26 квітня 2015. Процитовано 4 липня 2014.
2. ↑  Historical Census Browser. University of Virginia Library. Архів оригіналу за 11 Серпня 2012. Процитовано 4 липня 2014.
3. ↑  Population of Counties by Decennial Census: 1900 to 1990. United States Census Bureau. Архів оригіналу за 24 Квітня 2014. Процитовано 4 липня 2014.
4. ↑  Census 2000 PHC-T-4. Ranking Tables for Counties: 1990 and 2000 (PDF). United States Census Bureau. Архів оригіналу (PDF) за 18 Грудня 2014. Процитовано 4 липня 2014.
5. ↑  State & County QuickFacts. United States Census Bureau. Архів оригіналу за 8 липня 2011. Процитовано 4 липня 2014.(англ.) Наведено за англійською вікіпедією.
6. ↑  American FactFinder. Бюро перепису населення США. Архів оригіналу за 29 липня 2011. Процитовано 31 січня 2008.

| США | Це незавершена стаття з географії США. Ви можете допомогти проєкту, виправивши або дописавши її. |